# The Sensation Mixtape
The Sensation Mixtape es el nombre del primer mixtape del cantante de reguetón Sech, Fue lanzado al mercado bajo el sello discográfico Rich Music el 5 de diciembre de 2017. A pesar de no haber sido el trabajo más exitoso del artista, alcanzó el puesto 84 de Apple Music Panamá. Contó con las colaboraciones de artistas como DJ Luian, Dubosky, Yemil, BCA y Young Luigui.

## Lista de canciones
| N.º   | Título                                     | Duración |  |
| 1.    | «Vengo de abajo (Intro)» (con DJ Luian)    | 3:02     |  |
| 2.    | «Con bochinche»                            | 3:34     |  |
| 3.    | «Entre amigos» (con Dubosky y Yemil)       | 4:59     |  |
| 4.    | «Más pegao»                                | 3:12     |  |
| 5.    | «Brindo por» (con BCA)                     | 4:13     |  |
| 6.    | «Patico»                                   | 2:41     |  |
| 7.    | «Cositas malas» (con Young Luigui)         | 3:35     |  |
| 8.    | «Admítelo»                                 | 3:51     |  |
| 9.    | «Sin querer» (con BCA)                     | 3:53     |  |
| 10.   | «Un Shatta no llora» (con Dubosky y Yemil) | 4:04     |  |
| 37:08 |                                            |          |  |